# Colman's Mustard

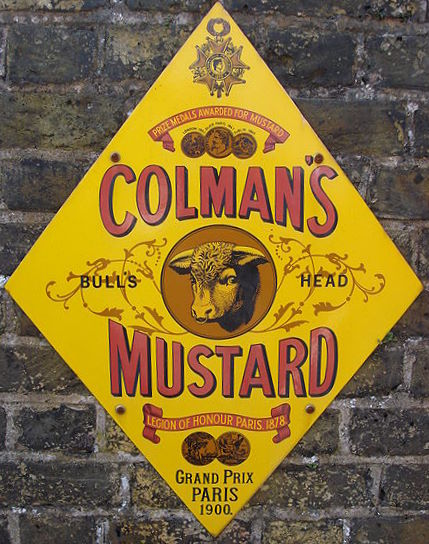
Reclame voor Colmans

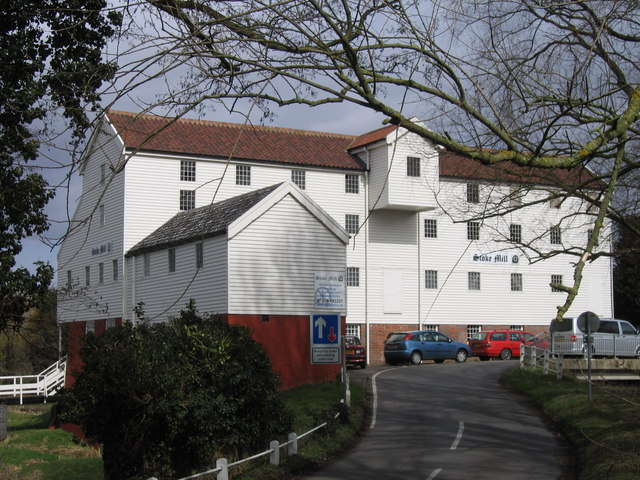
Watermolen waar van 1814-1862 Colman was gevestigd

De mosterd van Colman wordt gemaakt van onder andere het zaad van de mosterdplant. Deze mosterd is geler dan de mosterd van andere merken en scherper van smaak. De mosterd kan in poedervorm gekocht worden, zodat een kok zelf mosterd kan maken, maar hij kan ook kant-en-klaar gekocht worden.

## Geschiedenis
In 1814 nam molenaar Jeremiah Colman (1777-1851) een mosterdfabriekje in Norwich over. Zijn fabriek was gevestigd in de Stoke Holy Cross Mill. Jeremiah Colman  was getrouwd maar had geen kinderen, dus in februari 1823 nam hij zijn geadopteerde neef James (1801-1854) in het bedrijf op waarna het J&J Colman werd genoemd. Ze maakten mosterd, bloem, stijfsel en maismeel.
Neef James had een zoon, Jeremiah James Colman (1830-1889). In 1853 brak er brand uit. Nadat de schade hersteld was, introduceerde het bedrijf in 1855 de stierenkop als handelsmerk. J&J Colman had 200 werknemers toen neef James de fabriek verhuisde naar de huidige locatie in Carrow, waar nu het Carrow Road voetbalstadion staat. Met zijn vooruitziende blik richtte hij een schooltje op voor de kinderen van hun werknemers. Ook had hij een verpleegster in dienst voor de verzorging van zijn werknemers en hun gezinnen. Zijn zoon Jeremiah James zette dit werk voort.
In 1866 werd de rode en gele kleur toegevoegd die nog steeds gebruikt wordt. Koningin Victoria gaf het merk het predicaat koninklijk (Manufacturers to Her Majesty). Colman maakte ook mosterd voor Napoleon III, Eduard VII en Victor Emanuel II van Italië.
In 1874 had de fabriek in Carrow al 1500 werknemers en in 1880 ruim 2200. Indirect hadden ook nog 4000 mensen een inkomen door hun bedrijf, dat steeds meer mosterdfabriekjes overnam. In 1926 nam Colman het bedrijf R.T. French′s Cream Salad Mustard over, waarna ze de grootste mosterdproducent van Europa waren.

In 1995 werd Colman overgenomen door Unilever. De fabriek bleef in Carrow.
Begin 2018 maakte Unilever bekend dat de productie op de Norfolk site, genaamd Carrow, zou eindigen in 2019.

## Gebruik
In de Britse keuken wordt de scherpe mosterd veel gebruikt bij biefstuk. Het was lang de gewoonte om zondags met de familie uitgebreid te lunchen, er kwam dan vaak een grote roast op tafel. In de braadslede werden de aardappelen mee geroosterd. Voor het op smaak brengen van dit gerecht werd Colmans mosterd veel toegepast. 
Colman mosterd wordt als poeder in blik  verkocht. De smeerbare mosterd is in glazen potjes verkrijgbaar.

## Museum
Het Colman's Mustard Museum is een museum in de Royal Arcade in Norwich, Engeland. Het museum werd in 1973 in de Bridewell Alley geopend, het jaar dat Colman 150 jaar bestond. In 1999 verhuisde het museum naar de Royal Arcade. Het museum werd in 2009 overgenomen door de Norwich Heritage Economic abd Regeneration Trust (HEART).

## Trivia
Stoke Holy Cross Mill werd in 1747 gebouwd nadat de vorige watermolen afgebrand was. In 1787 overleed de eigenaar, mr Denny. Het is een houten gebouw op een basis van bakstenen. Zeven stellen molenstenen werden door het water aangedreven. Het was een van de grootste, door water aangedreven molens in Engeland. Nu is er een restaurant.